# ザルツヘンメンドルフ
ザルツヘンメンドルフ (ドイツ語: Salzhemmendorf) は、ドイツ連邦共和国ニーダーザクセン州ハーメルン＝ピルモント郡に属すフレッケン（古くから市場開催権など一定の特権を与えられた町。以下、本項では便宜上「町」と記述する）。この町は塩水泉の温泉企業を持つ州内で知られた温泉地である。

## 地理

### 位置
ザルツヘンメンドルフはヴェーザーベルクラント・シャウムブルク＝ハーメルン自然公園の東部にあたるライネベルクラント地方に位置し、西部のイート山、北部のオスターヴァルト、東部のテュスター・ベルクによって特徴づけられる（このため、ドライ・ベルゲ・エック、すなわち「3つの山の角」と呼ばれる）。南西の集落をライネ川の支流であるザーレ川が流れている。

### 地形
傾斜台地の一部であるイート山は、輪郭を縁取る山並みであり、その地質学的多様性は多くの植物の生息圏となっている。テュスター・ベルクは険しい傾斜と豊富な石灰石含量で強く特徴づけられる。これにより、様々な植物種に広大な生息地を提供している。こうした地形の間を曲がりくねったザーレ川とその支流であるアウエ川が流れている。どちらの川も岸部周辺の草花によって風景を形成し、エコロジーにおける高い地位を占めている。こうした環境は町内の農業利用の拡大にも保存されている。

### 自治体の構成
ザルツヘンメンドルフは同名の集落の他、アーレンフェルト、ベンストルフ、ヘンメンドルフ、ラウエンシュタイン、レーフェダクゼン、オッケンゼン、オルデンドルフ、オスターヴァルト、テュステ、ヴァレンゼンからなる。これら11の地区はかつては独立した町村であったが、1973年にザルツヘンメンドルフとして合併した。

## 歴史

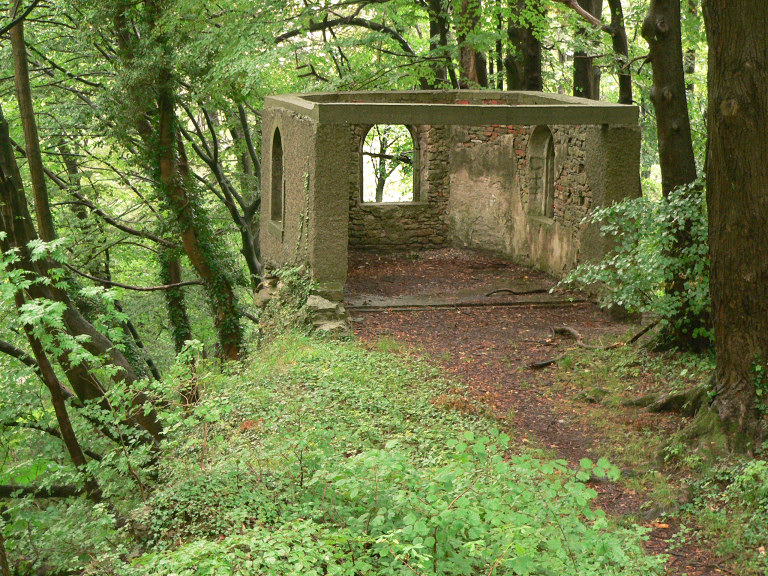
ラウエンシュタイン城礼拝堂跡

各集落はそれぞれ異なった時代に成立した。オルデンドルフ地区は8世紀以前に存在していた。キリスト教化以前の元々の名前は明らかでない。村の記録は三十年戦争の混乱期以降に失われた。8世紀末のキリスト教布教後に、当時のヒルデスハイム司教によってオルデンドルフに助祭長区が設けられた。助祭長教会である聖ニコラウス教会の現存する最古の部分は1100年に建造された。1701年にコンラート・ヴェルナー・ヴェーデマイヤーによってライン川の東側では初めての石炭によるガラス工房が設立された。石炭採掘のため人々はベルク・スターヴェルトに移住した。オルデンドルフ地区にある「グラスヒュッテ」（ガラス工房）という名の集落が当時をしのばせる。たとえば有名なラウエンシュタイナー・グラスはここで生産を行っていた。ラウエンシュタイナー・グラスの名前は、この地域が18世紀にアムト・ラウエンシュタインに属していたことに由来する。
ザルツヘンメンドルフ集落は、1022年に初めて文献に記録されている。この文書の中で皇帝ハインリヒ2世はヒルデスハイムのミヒャエル修道院を自らの庇護下に容れている。この修道院は、ザルツヘンメンドルフに粉挽き小屋を有していた。
ザルツヘンメンドルフの塩井は、伝説によればヤギによって発見された。塩の生産は何世紀にもわたって繁栄し、裕福な住民はほぼ確実に土地を所有し、妬む周囲の敵に対する防備として4つの門を有する柵と堀を設けていた。
1169年、ヒルデスハイム司教ヘルマンは、シトー会アーメルングスボルン修道院にヘンメンドルフの製塩所に関する権利を認めた。
1190年から1206年までの間に、ヴェンニヒゼンのポッペンブルクとシュピーゲルベルクの伯ベルンハルトがアーメルングスボルン修道院から父親に譲渡されたヘンメンドルフ近郊シュヴァーレンフーゼンの製塩に関する管理権を放棄したという記録がある。このヴェンニヒゼンに関する記録はアーメルングスボルン修道院の公文書中の13世紀に作成された写本が伝わるだけではあるが、ヒルデスハイム司教ハルトベルト（在位: 1199年 - 1216年）の文書中に見ることができる。
1226年頃のシュピーゲルベルク城廃城後、現在のラウエンシュタイン地区の高台にラウエンシュタイン城が建設された。ホムブルク家が所有するこの城は1247年に初めて記録されている。この城の前身はクナーベンブルクと呼ばれていた。聖マルガレータ教会は元々1427年に建設された。
ベンストルフ、ヘンメンドルフ、オルデンドルフといった地区は連邦道B1号線沿いに位置している。この道路はアーヘンからケーニヒスベルクに至るかつての王の道、軍事道路に沿って造られた。ヘンメンドルフには裁判所があった。ヘンメンドルフ手前の高台には現在もゲリヒツリンデ（裁きのボダイジュ、「ティリー・リンデ」という名が付けられている）が見られる。ヘンメンドルフの最初の記録は、854年および997年になされている。聖フィトゥス教会は1166年に建設された。直線のメインストリート「アルテ・ヘーアシュトラーセ」（直訳すると旧軍事道路、連邦道B1号線）が通るヘンメンドルフは1629年にフレッケンと市場開催の特権を授けられた。

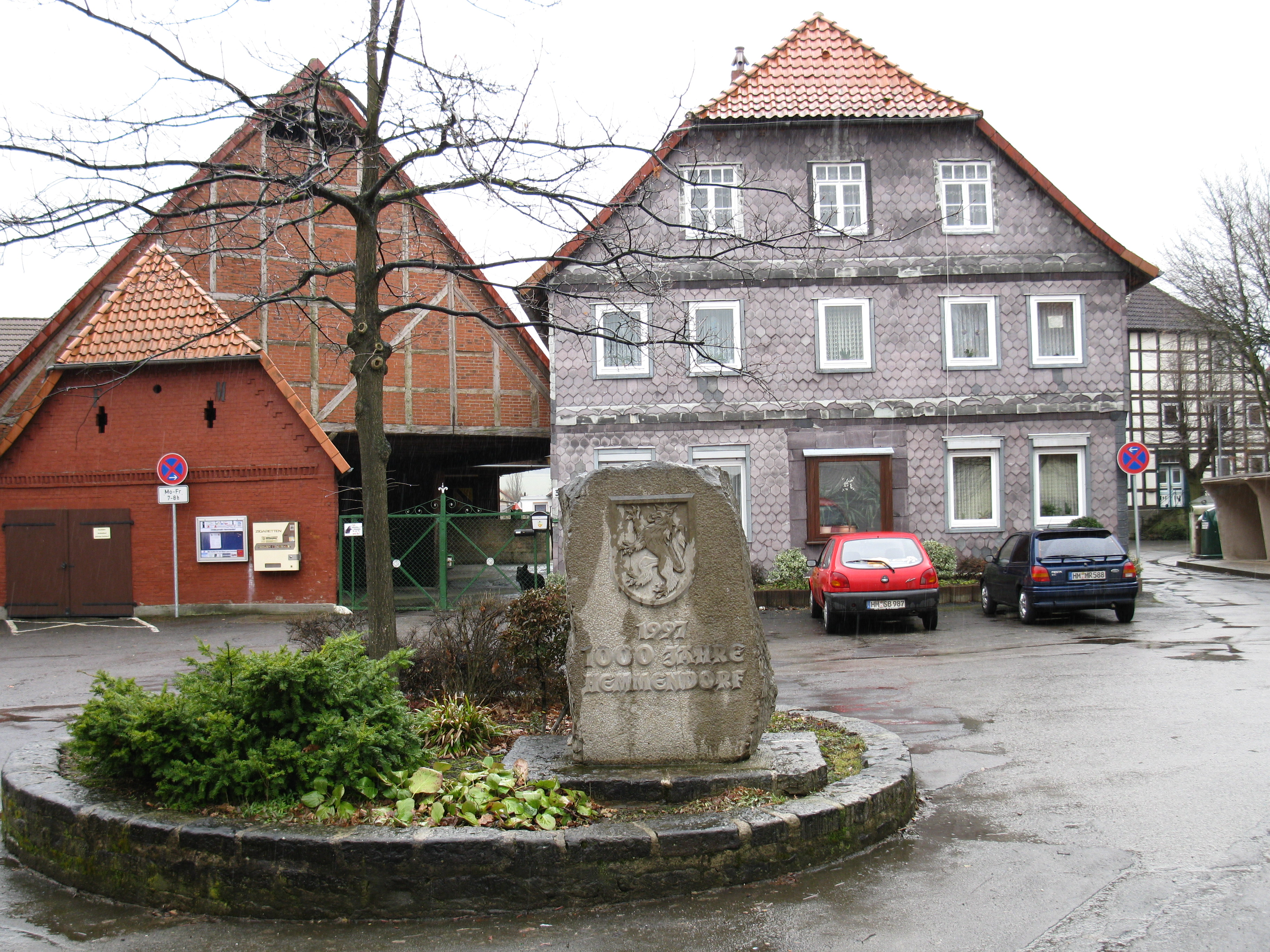
マルクト広場の1000年記念碑

1824年12月20日の大火でザルツヘンメンドルフの大部分が焼失した。全108軒中、消失を免れたのは5軒だけであった。これを承けて、「ザルツヘンメンドルフの焼け出された人のための」募金の呼びかけがなされた。この町の成立1000年祭が1997年に祝われた。マルクト広場の記念碑がこの事をしのばせる。
テュステはこの自治体で最も古い名を持つ集落である。テュステ (Thüste) はおそらく、Tiusti という名を持つケルスカー族の定住地であった。
ベンストルフで発見された火打ち石は旧石器時代のもの証明された。
ヴァレンゼンは、早くも1351年には都市権を与えられていた。この集落は1068年に初めて寄贈証明書に記録されている。

## 行政

### 議会
この町の議会は、26議席からなる。

### 首長
ザルツヘンメンドルフの町長はクレメンス・ポンメレニング（無所属）である。

### 紋章
この町の紋章は、向かって左半分は青地に、エーファーシュタイン伯を示す、赤い冠を被った銀の獅子が描かれている。残り半分は赤地に、赤い冠を被った金の獅子が描かれている。これはホムブルク家を示している。この半分は青と銀の縞で縁取られている。

### 姉妹都市
- アルセン・エン・フェルデン（オランダ、リンブルフ州）
- ベンネッケンシュタイン（ドイツ、ザクセン＝アンハルト州オーバーハルツ・アム・ブロッケン市の町区）

## 文化と見所

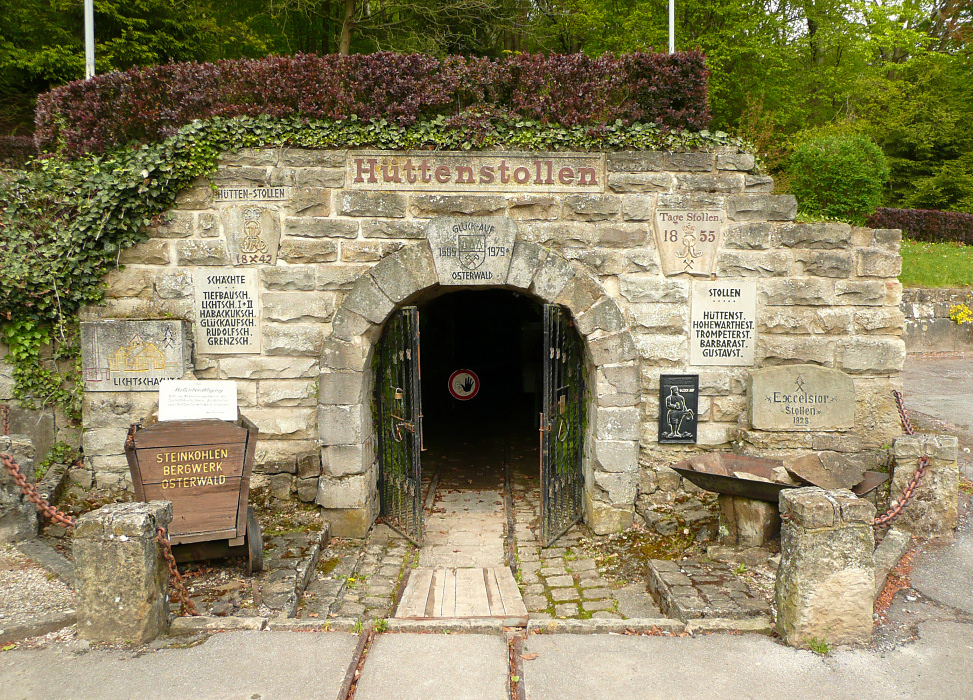
ヒュッテンシュトレン・オスターヴァルト

### 博物館
- ヒュッテンシュトレン・オスターヴァルト（鉱山博物館）

### 劇場

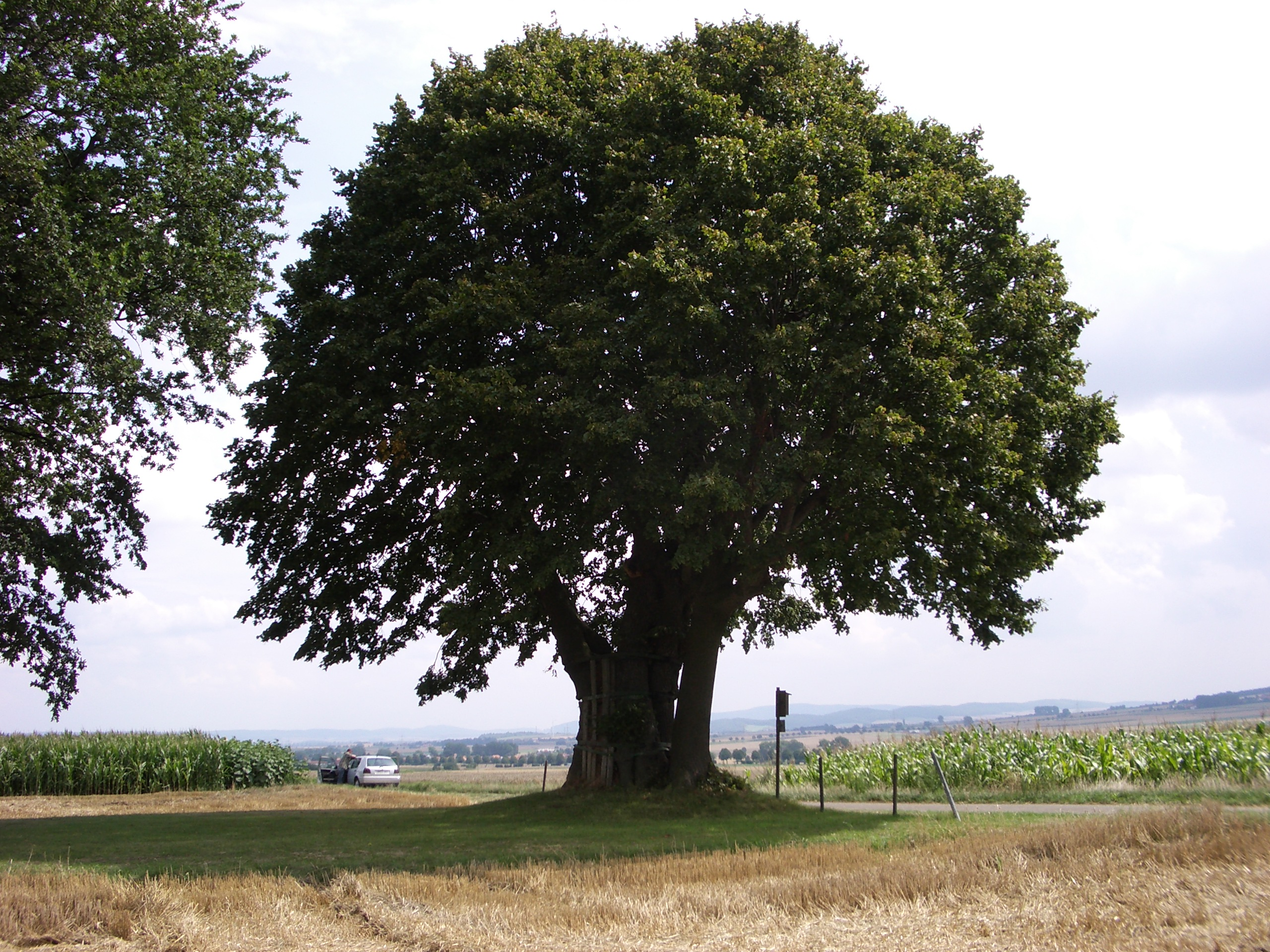
ティリー・リンデ

- オスターヴァルト野外ビューネ

### 自然文化財
- イートの洞窟
- ヘンメンドルフのティリー・リンデ
- ザルツヘンメンドルフの塩井

### レジャー
- ラウエンシュタイン近郊のイート山の尾根
- カンシュタインのレンス塔
- オスターヴァルトのゼンヒュッテ
- オッケンゼンのヴァッサーバウム
- フライツァイトパーク・ラスティ・ラント
- イート塩水温泉ザルツヘンメンドルフ

### 定期行事
- 水曜日ごとに市庁舎前で開催される市場

- レンス塔
- オッケンゼンのヴァッサーバウム
- ラスティ・ラント

## 経済と社会資本

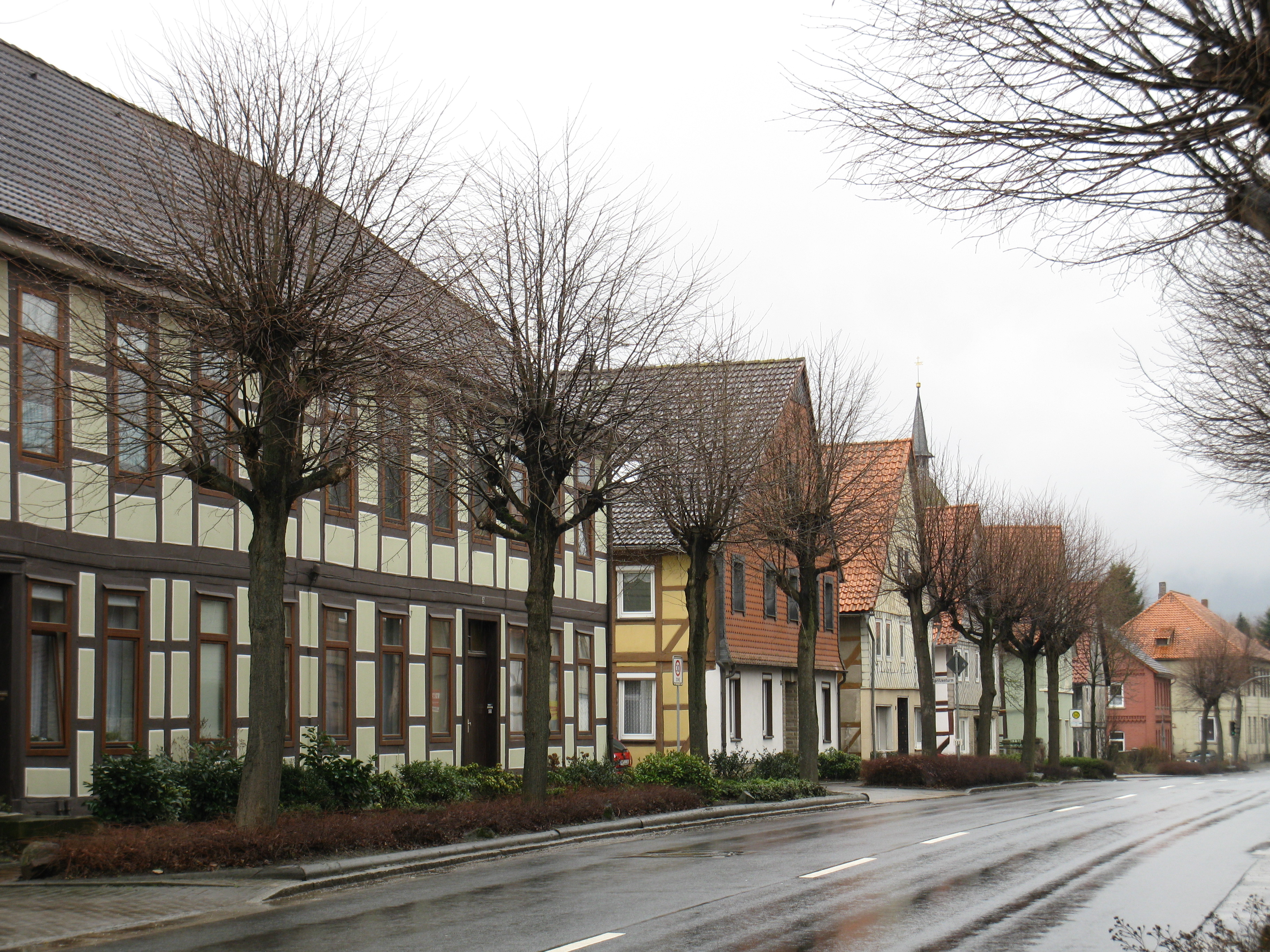
ヘンメンドルフ、連邦道B1号線沿いの街並み

### 教育
- 総合学校（本課程学校と実科学校の共同体）
- ギムナジウム

### 交通
オルデンドルフ地区にはヴェーザー鉄道の駅（オスターヴァルト駅）がある。

## 引用
1. ↑  Landesamt für Statistik Niedersachsen, LSN-Online Regionaldatenbank, Tabelle A100001G: Fortschreibung des Bevölkerungsstandes, Stand 31. Dezember 2023
2. ↑  Historisches aus den Ortsteilen unter http://www.salzhemmendorf.de, dort unter Geschichte/Salzhemmendorf am 4. Mai 2008.
3. ↑  750 Jahre Wennigsen 1200-1950, hrsg. vom Vorbereitenden Ausschuss für die 750-Jahrfeier der Gemeinde Wennigsen, gedruckt 1950 bei den Buchdruckwerkstätten Hannover, S. 8.
4. ↑  Entstehung der Ortsnamen und ihre Bedeutung unter http://www.salzhemmendorf.de/pages/geschichte-extraortsnamen.htm am 4. Mai 2008.
5. ↑  de:Liste der Bischöfe von Hildesheim sowie externer Link http://www.informations.bistum-hildesheim.de/113316397080027.pdf: Bischöfliche Pressestelle Hildesheim am 20. November 2005, S. 31.
6. ↑  Zimmermann, Margret; Kensche, Hans; u. a.: Burgen und Schlösser im Hildesheimer Land, Lax, Hildesheim 1998, S. 95 f. ISBN 3-8269-6280-X.
7. ↑  Ausführlich: Blazek, Matthias, Das Löschwesen im Bereich des ehemaligen Fürstentums Lüneburg von den Anfängen bis 1900, Adelheidsdorf 2006, pp. 191-., ISBN 978-3-00-019837-3.